# Glyphostoma rostrata
Glyphostoma rostrata là một loài ốc biển, là động vật thân mềm chân bụng sống ở biển trong họ Clathurellidae, họ ốc cối.

## Hình ảnh

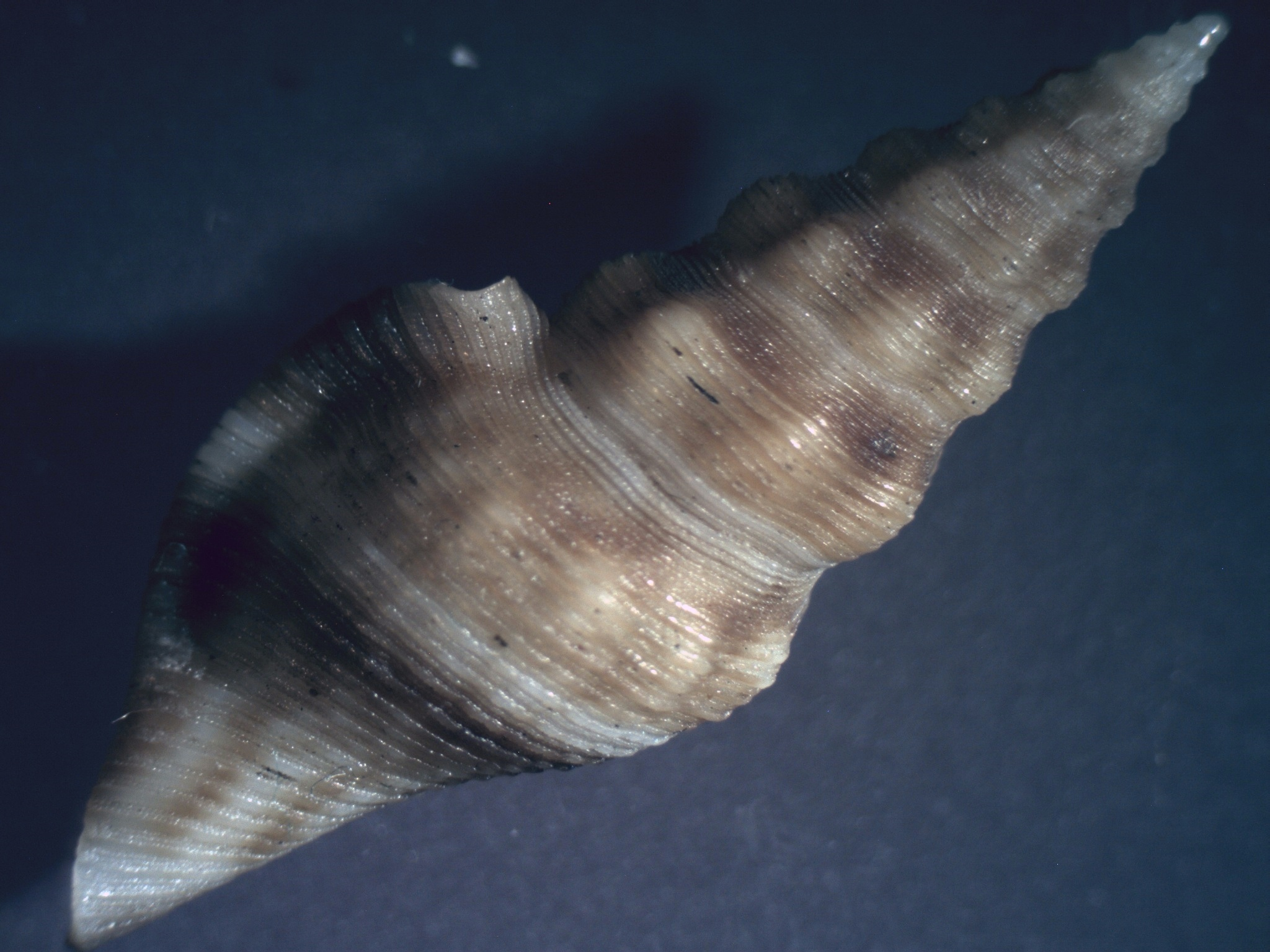